# Horizon (hop)
Horizon is een hopvariëteit, gebruikt voor het brouwen van bier.
Deze hopvariëteit is een “bitterhop”, bij het bierbrouwen voornamelijk gebruikt voor zijn bittereigenschappen. Deze diploïde zaailing werd in 1970 gekweekt van de vrouwelijke plant USDA 65009 (oorsprong Brewer's Gold en Early Green) en de mannelijke plant 64035M. De variëteit werd op de markt gebracht in 1998. Ook geschikt als “dubbeldoelhop”.

## Kenmerken
- Alfazuur: 10 – 17%
- Bètazuur: 6,5 – 8,5%
- Eigenschappen: hoog alfagehalte en goed aroma